# Meliphaga analoga
Meliphaga analoga là một loài chim trong họ Meliphagidae.